# Saint-Juvin

Saint-Juvin este o comună în departamentul Ardennes din nordul Franței. În 1 ianuarie 2022 avea o populație de 100 de locuitori.